# Cygnus NG-20
Cygnus NG-20 è una missione spaziale privata di rifornimento per la Stazione spaziale internazionale, programmata da Northrop Grumman per la NASA nell'ambito del programma Commercial Resupply Services e decollata il 30 gennaio 2024.
Il vettore utilizzato è stato, per la prima volta nel corso delle missioni Cygnus, un Falcon 9 Block 5, il quale ha portato in orbita il veicolo cargo Cygnus, costituito in questo caso dalla capsula S.S. Patricia "Patty" Hilliard Robertson, comprendente il modulo per immagazzinamento pressurizzato costruito da un partner industriale di Orbital ATK, la Thales Alenia Space. Il mancato utilizzo del vettore protagonista nelle ultime missioni, ossia l'Antares 230+, è stato dovuto al fatto che in esso erano presenti componenti la cui produzione era cessata dopo l'l'invasione russa dell'Ucraina del febbraio 2022, ossia il motore, realizzato in Russia, e il primo stadio, realizzato invece in Ucraina. Stando a quanto affermato dalla Northrop, il Falcon 9 Block 5, prodotto dalla concorrente SpaceX, sarà utilizzato perlomeno fino alla missione Cygnus NG-22, poiché a partire dal lancio della Cygnus NG-23 dovrebbe essere disponibile il nuovo Antares 300, che, stando a quanto riferito dall'azienda, non avrà alcun pezzo realizzato nelle sopraccitate nazioni.
La Cygnus NG-20 è stata la ventunesima missione orbitale del veicolo spaziale Cygnus, la diciannovesima delle quali avente come cliente la NASA. Cygnus NG-20 faceva parte, in particolare, di un prolungamento del contratto Commercial Resupply Services 2, di cui è stata la diciannoversima missione, che prevede un minimo di sei missioni a favore della Northrop Grumman Innovation Systems, da sommarsi alle sei del contratto originario.

## Modulo di servizio
La missione Cygnus NG-20 è stata effettuata con una navetta Cygnus, in particolare con una versione di dimensioni maggiori, chiamata Cygnus PCM, utilizzata qui per la quattordicesima volta. Come nel caso della precedente missione a partire dalla Cygnus NG-11, è stato inoltre utilizzato un sistema di carico che permette di caricare esperimenti tempo-dipendenti anche solo 24 ore prima del lancio, mentre in precedenza il carico doveva essere pronto ben quattro giorni prima.
Come da tradizione della Orbital ATK, e quindi in seguito della Northrop Grumman Innovation Systems, il modulo è stato battezzato S. S. Patricia "Patty" Hilliard Robertson, in onore di Patricia Robertson, un'astronauta statunitense deceduta in un incidente aereo l'anno prima del suo volo per la stazione spaziale internazionale.

## Lancio e svolgimento della missione
La missione è partita il 30 gennaio 2024 alle 17:07:15 UTC, a bordo del Falcon 9 Block 5 (B1077.10), al suo decimo volo, decollato dal Complesso di lancio 40 della base aerospaziale di Cape Canaveral. Dopo aver raggiunto l'ISS, il modulo Cygnus, con a bordo la capsula pressurizzata per immagazzinamento costruita dalla Thales Alenia Space, ha iniziato a condurre una serie di manovre per regolare la propria velocità, altitudine e orientazione con quella della stazione spaziale e, dopo aver raggiunto il punto di cattura, alle 9:59 UTC del 1º febbraio, il veicolo è stato preso dal Canadarm2, comandato dall'astronauta statunitense Loral O'Hara con l'assistenza della collega Jasmin Moghbeli, e infine, alle 12:14 UTC, è stato agganciato al modulo Unity.
Il modulo Cygnus della missione è rimasto agganciato alla ISS per poco meno di 162 giorni; il distacco è infatti avvenuto il 12 luglio 2024 e il veicolo è stato liberato dal Canadarm2 alle 11:01 UTC dello stesso giorno.
Dopo una serie di manovre atte ad allontanarla dalla stazione spaziale, la capsula è rientrata nell'atmosfera terrestre il 13 luglio, distruggendosi assieme alle tonnellate di spazzatura in essa caricate durante la sua permanenza attraccata all'ISS.

## Carico
La missione NG-20 ha portato in orbita un carico totale di 3726 kg di materiale, parte destinato all'interno della ISS e parte costituito da altri esperimenti esterni alla stazione spaziale.
In particolare il carico era così composto:
- Carico destinato all'interno della ISS:
  - Esperimenti scientifici: 1369 kg
  - Rifornimenti per l'equipaggio: 1129 kg
  - Hardware per la stazione spaziale: 1131 kg
  - Equipaggiamenti per le attività extraveicolari: 16 kg
  - Risorse informatiche: 67 kg

- Materiale non pressurizzato:14 kg

Tra i vari esperimenti scientifici e apparecchiature portati in orbita dalla Cygnus NG-20 si possono citare, tra gli altri:
Metal 3D Printer: sponsorizzato dall'Agenzia Spaziale Europea, è un esperimento volto a testare la produzione tramite stampa 3D di componenti metalliche in ambiente di microgravità, così da capire come questo tipo di stampa differisca a seconda dell'ambiente in cui è condotta e quali tipi di forme si possano stampare con questa tecnologia in simili condizioni ambientali. Il tutto potrebbe migliorare la comprensione della funzionalità, delle prestazioni e delle operazioni della stampa 3D di componenti metallo sia nello spazio che sulla Terra, nonché della qualità, della resistenza e delle caratteristiche delle parti stampate.
Manufacturing of Semiconductors and Thin-Film Integrated Coatings (MSTIC): un esperimento volto a valutare gli effetti della microgravità influisce su due processi produzione di film sottili semiconduttori: la deposizione fisica da vapore e la deposizione chimica da vapore. La produzione di dispositivi semiconduttori in microgravità potrebbe anche migliorarne la qualità e ridurre i materiali, le attrezzature e la manodopera richiesti. Nelle future missioni di lunga durata, questa tecnologia potrebbe fornire la capacità di produrre componenti e dispositivi nello spazio, riducendo la necessità di missioni di rifornimento dalla Terra.
Kentucky Re-entry Probe Experiment-2 (KREPE-2): un esperimento sponsorizzato dall'Università del Kentucky che, sulla base dei risultati del KREPE-1, condotto sulla Cygnus NG-16, porta avanti uno studio volto a migliorare la tecnologia del sistema di protezione termica utile a salvaguardare i campioni e i risultati degli esperimenti che i ricercatori necessitano di far rientrare dall'ISS. Per fare ciò, l'esperimento utilizza utilizza capsule con scudi termici realizzati in materiali diversi e una varietà di sensori atti ad ottenere dati sulle reali condizioni di rientro.
Compartment Cartilage Tissue Construct: un esperimento volto a dimostrare due tecnologie: Janus Base Nano-Matrix, che consente la realizzazione di un'impalcatura per la formazione di cartilagine in ambiente di microgravità, e Janus Base Nanopiece, una terapia basata sull'RNA avente lo scopo di combattere le malattie che causano la degenerazione della cartilagine. Com'è noto, un ambiente con microgravità può innescare una degenerazione della cartilagine che imita la progressione dell'osteoartrite correlata all'invecchiamento ma che avviene più rapidamente, quindi la ricerca in tale ambiente potrebbe portare a uno sviluppo più rapido di terapie efficaci. I risultati di questa indagine potrebbero far progredire la rigenerazione della cartilagine come trattamento per danni e malattie articolari sulla Terra e contribuire allo sviluppo di modi per mantenere la salute della cartilagine nelle future missioni sulla Luna e su Marte.